# Eilhard Alfred Mitscherlich
Eilhard Alfred Mitscherlich, né le 29 août 1874 à Berlin et mort le 3 février 1956 à Paulinenaue en Brandebourg, est un agronome et pédologue allemand.

## Publications (majeures)
- Beurteilung der physikalischen Eigenschaften des Ackerbodens mit Hilfe seiner Benetzungswärme. Diss. phil. Univ. Kiel 1898.
- Untersuchungen über die physikalischen Bodeneigenschaften. Habil. Schr. Univ. Kiel 1901. simultanément in : Landwirtschaftliche Jahrbücher T. 30, 1901, p. 361-445.
- Bodenkunde für Land- und Forstwirte. Ed. Paul Parey Berlin 1905 ; 2e édition 1913 ; 3e édition 1920 ; 4e édition 1923. - Éditions suivantes sous le titre : Bodenkunde für Landwirte, Forstwirte und Gärtner in pflanzenphysiologischer Ausrichtung und Auswertung : 5e édition 1949 ; 6e édition 1950 ; 7e édition 1954.
- Das Gesetz des Minimums und das Gesetz des abnehmenden Bodenertrages. In : Landwirtschaftliche Jahrbücher T. 38, 1909, p. 537-552. - La Loi du minimum et la Loi de la diminution des rendements des sols
- Vorschriften zur Anstellung von Feldversuchen in der landwirtschaftlichen Praxis. Ed. Paul Parey Berlin 1919 ; 2e édition 1925.
- Die Bestimmung des Düngerbedürfnisses des Bodens. Ed. Paul Parey Berlin 1924 ; 2e édition 1925 ; 3e édition 1930.
- Ein Leitfaden zur Anwendung der künstlichen Düngemittel. Ed. Paul Parey Berlin 1925 ; 2e édition 1931.
- Der Boden als Vegetationsfaktor (pflanzenphysiologische Bodenkunde). In: Handbuch der Bodenlehre. Publié par Edwin Blanck, Springer Verlag Berlin 1931, T. 9, p. 497-541.
- Lebenserinnerungen. Halle (Saale) 1945. Herausgegeben im Namen der  Leopoldina von Emil Abderhalden = Selbstbiographien von Naturforschern no 3.
- Die Düngerberatung. Niemeyer Ed. Halle 1948.
- Erkenntnisse bei der Pflanzendüngung. Ed. Académie Berlin 1952 = Vorträge und Schriften der Deutschen Akademie der Wissenschaften zu Berlin, fasc. 44.
- Ertragssteigerung durch richtige Düngung. Düngungsversuche zur Ermittlung quantitativer Ertragssteigerungen. Aufbau-Verlag Berlin 1952 = Wissenschaft und Technik verständlich dargestellt, fasc. 5.
- Ertragsgesetze. Avec une préface de N. Atanasiu. Ed. Académie Berlin 1956.

## Distinctions
- Ordre du mérite patriotique (Vaterländischer Verdienstorden), section « Or » (1954)
- Docteur honoris causa de l'université Humboldt de Berlin (1954)